# Tangail (zila)
Tangail is een district (zila) in de divisie Dhaka van Bangladesh. Het district telt ongeveer 3,2 miljoen inwoners en heeft een oppervlakte van 3414 km². De hoofdstad is de stad Tangail.
Tangail is onderverdeeld in 11 upazila/thana (subdistricten), 103 unions, 2431 dorpen en 8 gemeenten.